# Tamale
Tamale – miasto i stolica Regionu Północnego w Ghanie. W roku 2022 ludność miasta osiągnęła 701 tysięcy co jest równoznaczne z ponad 100 procentowym przyrostem od 305 tys. mieszkańców w roku 2005. Trzecie pod względem wielkości miasto kraju.

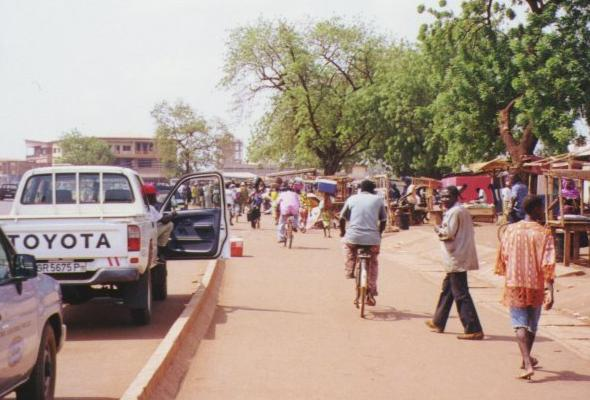
Bolga Road w centrum Tamale, Ghana

## Miasta partnerskie
- Louisville, USA